# Arnaud Di Pasquale
Arnaud Di Pasquale (ur. 11 lutego 1979 w Casablance) – francuski tenisista, medalista olimpijski.

## Kariera tenisowa
Występując w gronie juniorów Di Pasquale wygrał w 1997 roku US Open w grze pojedynczej chłopców, po pokonaniu w finale Wesleya Whitehousa. Sezon 1997 Francuz zakończył na pozycji lidera w klasyfikacji singlowej juniorów.
Jako zawodowy tenisista startował w latach 1998–2007.
W grze pojedynczej wygrał jeden turniej rangi ATP World Tour, w 1999 roku w Palermo. Rok wcześniej był finalistą zawodów w Bukareszcie.
W 2000 roku Di Pasquale zdobył brązowy medal podczas igrzysk olimpijskich w Sydney w grze pojedynczej. Po drodze pokonał kolejno - bez straty seta - Nicolasa Kiefera, Uładzimira Wałczkoua, Magnusa Normana i Juana Carlosa Ferrero. W półfinale uległ Jewgienijowi Kafielnikowowi, ale w pojedynku o 3. miejsce pokonał 7:6, 6:7, 6:3 Rogera Federera.
W rankingu singlowym Di Pasquale najwyżej był na 39. miejscu (17 kwietnia 2000), a w klasyfikacji deblowej na 320. pozycji (23 kwietnia 2001).

### Finały w turniejach ATP World Tour
| Nazwa                                                   |
| ------------------------------------------------------- |
| Wielki Szlem                                            |
| Igrzyska olimpijskie                                    |
| ATP Tour World Championships / Tennis Masters Cup       |
| ATP Masters Series                                      |
| ATP Championship Series / ATP International Series Gold |
| ATP World Series / ATP International Series             |

#### Gra pojedyncza (1–1)
| Końcowy wynik | Nr | Data                 | Turniej   | Nawierzchnia | Przeciwnik          | Wynik finału  |
| ------------- | -- | -------------------- | --------- | ------------ | ------------------- | ------------- |
| Finalista     | 1. | 20 września 1998     | Bukareszt | Ceglana      | Francisco Clavet    | 4:6, 6:2, 5:7 |
| Zwycięzca     | 1. | 10 października 1999 | Palermo   | Ceglana      | Alberto Berasategui | 6:1, 6:3      |